# Arctic Thunder
Arctic Thunder är ett musikalbum av det norska black metal-bandet Darkthrone, utgivet 2016 av skivbolaget Peaceville Records. Arctic Thunder är Darkthrones sextonde studioalbum.

## Låtlista
1. "Tundra Leach" – 5:02
2. "Burial Bliss" – 4:59
3. "Boreal Fiends" – 5:50
4. "Inbred Vermin" – 5:49
5. "Arctic Thunder" – 4:41
6. "Throw Me Through the Marshes" – 5:00
7. "Deep Lake Tresspass" – 4:48
8. "The Wyoming Distance" – 3:14

- Text och musik: Fenriz (spår 1, 3, 5, 8), Nocturno Culto (spår 2, 4, 7), 
Fenriz (text)/Nocturno Culto (musik) (spår 6)

## Medverkande
Musiker (Darkthrone-medlemmar)
- Nocturno Culto (Ted Arvid Skjellum) – sång, gitarr, basgitarr
- Fenriz (Gylve Fenris Nagell) – trummor, basgitarr, gitarr

Produktion
- Nocturno Culto – ljudtekniker, ljudmix
- Fenriz – omslagsdesign
- Matthew Vickerstaff – omslagsdesign
- Jack (Jack Control) – mastring
- Gaute Tengesdal – foto
- Marte Evenrud – foto